# Persone di nome Josep
| Questa pagina contiene informazioni ricavate automaticamente dalle voci biografiche con l'ausilio del template Bio e di un bot. L'aggiornamento è periodico e automatico e ricostruisce completamente la pagina. Se manca una persona in questa lista, sei pregato di non aggiungerla, ma accertati piuttosto che la sua voce biografica contenga il template Bio e che i dati anagrafici siano correttamente compilati. Se il template Bio manca, inseriscilo tu stesso o, in alternativa, metti l'avviso {{tmp\|Bio}} che ne segnala la mancanza. Se i dati riportati sono sbagliati, correggi direttamente la voce biografica; le modifiche saranno visibili in questa lista entro pochi giorni. Per chiarimenti vedi il progetto antroponimi. La lista contiene solo le 102 persone che sono citate nell'enciclopedia e per le quali è stato implementato correttamente il template Bio. Pagina aggiornata al 6 mag 2025. |

Questa è una lista di persone presenti nell'enciclopedia che hanno il nome Josep, suddivise per attività principale.

## Allenatori di calcio(6)
- Josep Clotet Ruiz, allenatore di calcio spagnolo (Igualada, n. 1977)
- Josep Gombau, allenatore di calcio e ex calciatore spagnolo (Amposta, n. 1976)
- Josep Gonzalvo, allenatore di calcio e calciatore spagnolo (Mollet del Vallès, n. 1920 - Barcellona, † 1978)
- Pep Guardiola, allenatore di calcio e ex calciatore spagnolo (Santpedor, n. 1971)
- Josep Planas, allenatore di calcio e calciatore spagnolo (Barcellona, n. 1901 - Barcellona, † 1977)
- Enric Rabassa, allenatore di calcio e calciatore spagnolo (Barcellona, n. 1920 - Barcellona, † 1980)

## Allenatori di pallacanestro(3)
- Josep Maria Berrocal, allenatore di pallacanestro spagnolo (Barcellona, n. 1970)
- Josep Clarós, allenatore di pallacanestro spagnolo (Barcellona, n. 1969)
- Josep Maria Raventós, allenatore di pallacanestro spagnolo (Barcellona, n. 1961)

## Anarchici(2)
- Josep Ester i Borras, anarchico spagnolo (Berga, n. 1913 - Alès, † 1980)
- Josep Lluís Facerías, anarchico e guerrigliero spagnolo (Barcellona, n. 1920 - Barcellona, † 1957)

## Architetti(9)
- Josep Acebillo, architetto spagnolo (Huesca, n. 1946)
- Josep Antoni Coderch, architetto spagnolo (Barcellona, n. 1913 - Barcellona, † 1984)
- Josep Domènech i Estapà, architetto spagnolo (Tarragona, n. 1858 - Cabrera de Mar, † 1917)
- Josep Fontserè i Mestre, architetto spagnolo (Barcellona, n. 1829 - Barcellona, † 1897)
- Josep Maria Jujol, architetto spagnolo (Tarragona, n. 1879 - Barcellona, † 1949)
- Josep Oriol Mestres, architetto spagnolo (Barcellona, n. 1815 - Barcellona, † 1895)
- Josep Puig i Cadafalch, architetto spagnolo (Mataró, n. 1867 - Barcellona, † 1956)
- Josep Lluís Sert, architetto e urbanista spagnolo (Barcellona, n. 1902 - Barcellona, † 1983)
- Josep Vilaseca, architetto spagnolo (Barcellona, n. 1848 - Barcellona, † 1910)

## Astronomi(3)
- Josep Maria Bosch, astronomo spagnolo
- Josep Comas i Solà, astronomo spagnolo (Barcellona, n. 1868 - Barcellona, † 1937)
- Josep Juliá Gómez Donet, astronomo spagnolo

## Attori(2)
- Pep Munné, attore spagnolo (Barcellona, n. 1953)
- Josep Maria Pou, attore spagnolo (Mollet del Vallès, n. 1944)

## Calciatori(15)
- Josep Ayala, ex calciatore andorrano (Sant Julià de Lòria, n. 1980)
- Pep Chavarría, calciatore spagnolo (Figueres, n. 1998)
- Josep Escolà, calciatore spagnolo (Barcellona, n. 1914 - Barcellona, † 1998)
- Josep Fusté, calciatore spagnolo (Linyola, n. 1941 - Barcellona, † 2023)
- Josep Antonio Gómes, calciatore andorrano (La Massana, n. 1985)
- Josep Martínez, calciatore spagnolo (Alzira, n. 1998)
- Josep Moratalla, ex calciatore spagnolo (Esparreguera, n. 1958)
- Josep Obiols, calciatore spagnolo (Barcellona, n. 1907 - † 1998)
- Pitu, ex calciatore spagnolo (Salt, n. 1983)
- Josep Raich, calciatore spagnolo (Molins de Rei, n. 1913 - Barcellona, † 1988)
- Josep Maria Sala, ex calciatore spagnolo (Sant Hipòlit de Voltregà, n. 1964)
- Josep Samitier, calciatore e allenatore di calcio spagnolo (Barcellona, n. 1902 - Barcellona, † 1972)
- José Seguer, calciatore e allenatore di calcio spagnolo (Sant Joan Despí, n. 1923 - Reus, † 2014)
- Josep Señé, calciatore spagnolo (Barcellona, n. 1991)
- Félix Álvarez, ex calciatore andorrano (n. 1966)

## Cantanti(1)
- Sergio Dalma, cantante spagnolo (Sabadell, n. 1964)

## Cestisti(10)
- Josep Brunet, cestista spagnolo (Badalona, n. 1930 - Barcellona, † 2014)
- Pep Busquets, cestista spagnolo (Granollers, n. 1999)
- Josep Franch, cestista spagnolo (Badalona, n. 1991)
- Josep Maria Guzmán, ex cestista spagnolo (Badalona, n. 1984)
- Josep Lluís, cestista e allenatore di pallacanestro spagnolo (Badalona, n. 1937 - Badalona, † 2018)
- Josep María Margall, ex cestista spagnolo (Calella, n. 1955)
- Pep Ortega, cestista spagnolo (Vic, n. 1984)
- Josep Pérez, cestista spagnolo (Llíria, n. 1994)
- Josep Puerto, cestista spagnolo (Almussafes, n. 1999)
- Pep Pujolrás, cestista spagnolo (La Cellera de Ter, n. 1966 - Vacarisses, † 1992)

## Chitarristi(1)
- Fernando Sor, chitarrista e compositore spagnolo (Barcellona, n. 1778 - Parigi, † 1839)

## Ciclisti su strada(1)
- Josep Jufré, ex ciclista su strada spagnolo (Santa Eulàlia de Riuprimer, n. 1975)

## Compositori(1)
- Josep Duran, compositore spagnolo (Cadaqués - Barcellona, † 1802)

## Direttori d'orchestra(1)
- Josep Caballé Domenech, direttore d'orchestra e musicista spagnolo (Barcellona, n. 1973)

## Dirigenti sportivi(1)
- Pep Cargol, dirigente sportivo, allenatore di pallacanestro e ex cestista spagnolo (Sant Joan les Fonts, n. 1968)

## Filantropi(1)
- Josep Maria Bocabella, filantropo spagnolo (Sant Cugat del Vallès, n. 1815 - Barcellona, † 1892)

## Filosofi(1)
- Josep Maria Esquirol, filosofo e saggista spagnolo (Mediona, n. 1963)

## Giornalisti(1)
- Josep Maria Junoy i Muns, giornalista, poeta e fumettista spagnolo (Barcellona, n. 1887 - † 1955)

## Hockeisti su pista(2)
- Josep Ordeig, ex hockeista su pista spagnolo (Vic, n. 1981)
- Jepi Selva, hockeista su pista spagnolo (Barcellona, n. 1985)

## Imprenditori(2)
- Josep Maria Bartomeu, imprenditore e dirigente sportivo spagnolo (Barcellona, n. 1963)
- Josep Batlló i Casanovas, imprenditore spagnolo (Barcellona, n. 1855 - Barcellona, † 1934)

## Linguisti(1)
- Josep Palomero, linguista spagnolo (Burriana, n. 1953)

## Magistrati(1)
- Josep Casadevall, giudice andorrano (Gerona, n. 1946)

## Mercanti d'arte(1)
- Josep Dalmau i Rafel, mercante d'arte spagnolo (Manresa, n. 1867 - Barcellona, † 1937)

## Militari(1)
- Josep Galceran I de Pinós-Santcliment, militare e ambasciatore spagnolo (Barcellona, n. 1617 - Barcellona, † 1680)

## Missionari(1)
- Josep Maria Abella Batlle, missionario e vescovo cattolico spagnolo (Lleida, n. 1949)

## Nuotatori(1)
- Josep Bazán, nuotatore e pallanuotista spagnolo (Barcellona, n. 1933 - Barcellona, † 2023)

## Pallanuotisti(2)
- Josep María Abarca, pallanuotista spagnolo (Barcellona, n. 1974)
- Josep Picó, ex pallanuotista spagnolo (Sabadell, n. 1964)

## Piloti automobilistici(1)
- Pepe Oriola, pilota automobilistico spagnolo (Barcellona, n. 1994)

## Piloti di rally(1)
- Josep Maria Servia, pilota di rally spagnolo (Gerona, n. 1953)

## Pittori(2)
- Josep Bartolí, pittore, disegnatore e scrittore spagnolo (Barcellona, n. 1910 - New York, † 1995)
- Josep Puigdengolas Barella, pittore spagnolo (Barcellona, n. 1906 - † 1987)

## Poeti(3)
- Josep Ferrer Bujons, poeta, scrittore e linguista spagnolo (Rubió, n. 1959)
- Josep Carner, poeta spagnolo (Barcellona, n. 1884 - Bruxelles, † 1970)
- Josep Maria de Sagarra, poeta, scrittore e traduttore spagnolo (Barcellona, n. 1894 - Barcellona, † 1961)

## Politici(7)
- Josep Borrell, politico, ingegnere aeronautico e economista spagnolo (La Pobla de Segur, n. 1947)
- Josep Irla i Bosch, politico spagnolo (Sant Feliu de Guíxols, n. 1876 - Saint-Raphaël, † 1958)
- Josep Pintat-Solans, politico andorrano (Sant Julià de Lòria, n. 1921 - Barcellona, † 2007)
- Josep Rovira, politico e rivoluzionario spagnolo (Barcellona, n. 1902 - Parigi, † 1968)
- Josep Sunyol, politico e dirigente sportivo spagnolo (Barcellona, n. 1898 - Sierra de Guadarrama, † 1936)
- Josep Tarradellas, politico spagnolo (Cervelló, n. 1899 - Barcellona, † 1988)
- Josep Galceran II de Pinós-Santcliment, politico spagnolo (Barcellona, n. 1665 - Burgos, † 1718)

## Presbiteri(2)
- Josep Manyanet i Vives, presbitero e religioso spagnolo (Tremp, n. 1833 - Barcellona, † 1901)
- Josep Maria Mauri, presbitero spagnolo (Alzina, n. 1941)

## Rugbisti a 15(1)
- Sep Visser, rugbista a 15 olandese (Zeewolde, n. 1990)

## Scacchisti(1)
- Josep Manuel López Martínez, scacchista spagnolo (Barcellona, n. 1980)

## Scrittori(3)
- Josep Pla, scrittore e giornalista spagnolo (Palafrugell, n. 1897 - Llofriu, † 1981)
- Pep Puig, scrittore spagnolo (Terrassa, n. 1969)
- Josep Galceran III de Pinós-Santcliment, scrittore spagnolo (Barcellona, n. 1710 - Barcellona, † 1785)

## Scultori(4)
- José Alcoverro, scultore spagnolo (Tivenys, n. 1835 - Madrid, † 1908)
- Josep Granyer, scultore spagnolo (Barcellona, n. 1899 - Barcellona, † 1983)
- Josep Llimona, scultore spagnolo (Barcellona, n. 1864 - Barcellona, † 1934)
- Josep Maria Subirachs, scultore, pittore e scenografo spagnolo (Barcellona, n. 1927 - Barcellona, † 2014)

## Storici(1)
- Josep Camarena Mahiques, storico spagnolo (Llocnou de Sant Jeroni, n. 1921 - Gandia, † 2004)

## Tenori(2)
- José Bros, tenore spagnolo (Barcellona, n. 1966)
- José Carreras, tenore spagnolo (Barcellona, n. 1946)

## Trovatori(1)
- Josep, trovatore portoghese

## Velocisti(1)
- Josep Carbonell, ex velocista spagnolo (Sant Feliu de Codines, n. 1957)

## Vescovi cattolici(1)
- Josep Caixal i Estradé, vescovo cattolico spagnolo (El Vilosell, n. 1803 - Roma, † 1879)